# Ли, Лори

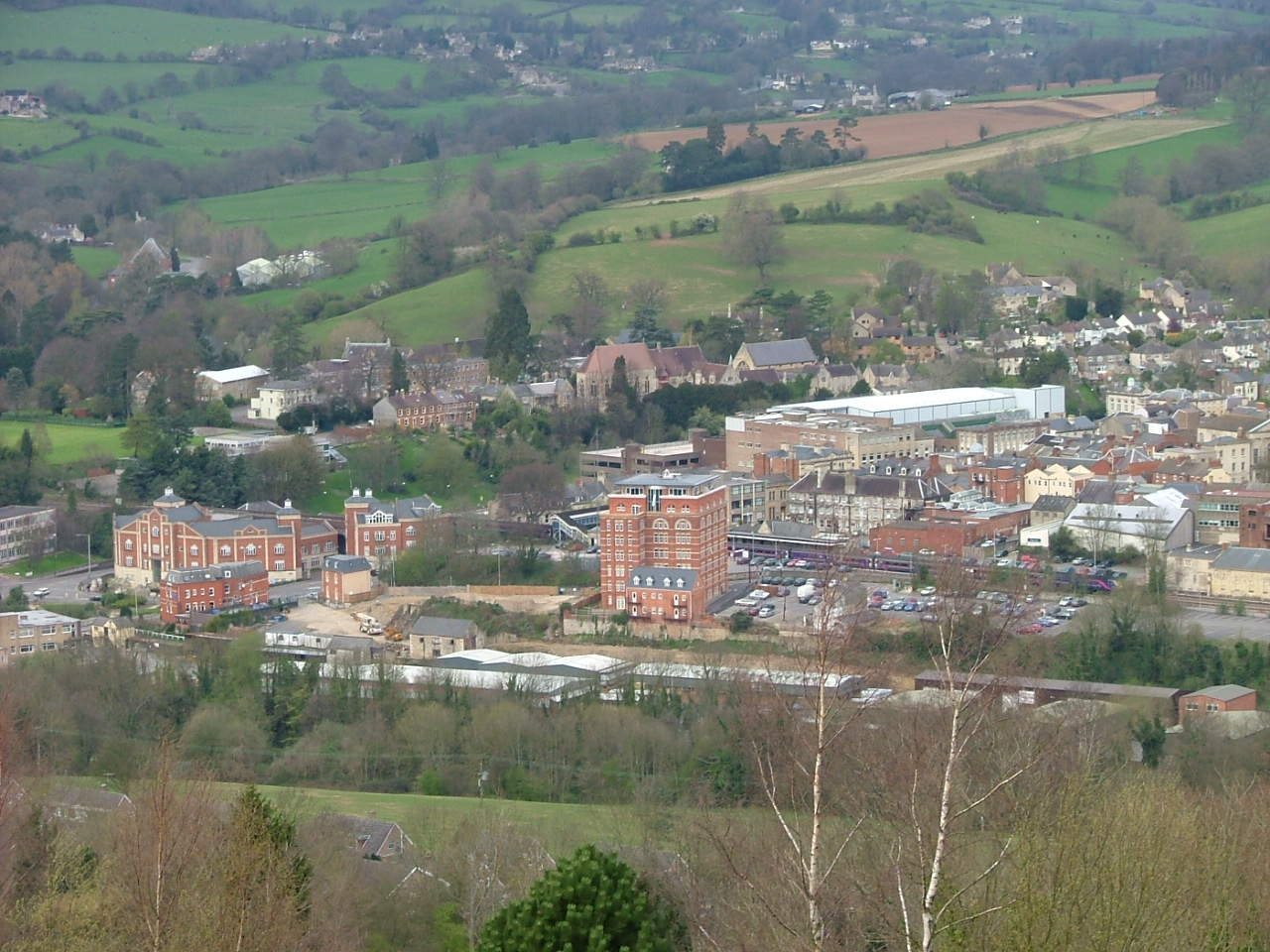
Страуд, Глостершир, Англия

Лоуренс Эдвард Алан «Лори» Ли (англ. Laurence Edward Alan «Laurie» Lee, 26 июня 1914 года, Страуд, Великобритания — 13 мая 1997 года, Слэд (англ., Великобритания) — английский поэт и прозаик.

## Биография
Лори Ли родился в 1914 году в семье Реджинальда Джозефа Ли (англ. Reginald Joseph Lee, 1877—1947) и Энни Эмили Ли (англ. Annie Emily Lee, 1879—1950). В 1917 году Энни с детьми переехала в деревушку Слэд (англ. Slad). Их отец остался работать в Лондоне и в семью больше никогда не вернулся. Лори посещал местную школу, и учителя отзывались о нём, как о мальчике с очень живым воображением. Однако обучение его постоянно прерывалась приступами болезни лёгких: частых бронхитов и пневмонии.
В возрасте 16 лет Ли оставил школу и поступил на службу в аудиторскую контору «Рэндл и Пайн» (англ. Randall and Payne). Работа ему была не по душе и в 1934 году он отправился в Лондон. По пути в Лондон он подрабатывал уличными концертами игры на скрипке. Обосновался в южном пригороде Лондона Патни (англ.), где устроился подручным каменщика.
Ли начал писать стихи и они публиковались в газетах The Gloucester Citizen (англ.) и The Birmingham Post (англ.), а в октябре 1934 года выиграл поэтический конкурс, организованный национальной газетой The Sunday Referee (англ.). В июле 1935 года отправился в Испанию, по которой путешествовал пешком; позже воевал здесь интербригадовцем. Лори Ли покинул Испанию 19 февраля 1938 года. По возвращении в Лондон обосновался у Лорны Уизарт (англ.), которая в феврале 1939 года родила ему дочь Ясмин (англ.). Тремя месяцами позже она, однако, оставила его и вернулась к мужу. Отношения их продолжались ещё некоторое время.
В годы Второй мировой войны он пытался записаться в Британскую армию, но из-за слабого здоровья принят не был. Работал звукооператором, писал сценарии для документальных фильмов, служил в британском Министерстве информации (англ.). 17 мая 1950 года Лори Ли женился на восемнадцатилетней Кэтрин Полж (англ. Katherine Polge), которая была племянницей Лорны Уизарт.
С 1950-х Ли посвятил себя литературе, работал как журналист, писал киносценарии и радиопьесы. Поддерживал движение в защиту британской деревни и деревенского образа жизни. В 1960-х вернулся вместе с женой в дом своего детства, где и прожил несколько десятилетий вплоть до своей смерти в 1997 году.

## Творчество
Наиболее известен романной трилогией «Сидр и Рози» (1959), «Как я вышел однажды из дома летним утром» (1969) и «Пора войны» (1991), которая приводит автобиографического героя из буколической английской глуши на фронты гражданской войны в Испании — в самую сердцевину событий первой половины XX века, ставших для столетия определяющими (в 1950-х Ли опубликовал книгу «Роза посреди зимы» о поездке в Испанию через 15 лет после гражданской войны, в которой он участвовал добровольцем). В 1992 году трилогия была издана одним томом и с тех пор несколько раз перепечатывалась в таком виде.

## Произведения

### Стихотворения
- The Sun My Monument (1944)
- The Bloom of Candles (1947)
- My Many Coated Man (1955)
- Selected poems (1983)

### Романы
- 1959 — Cider With Rosie (англ.) // «С Рози за стаканом сидра»[2]
- 1969 — As I walked Out One Midsummer Morning
- 1991 — A Moment of War

### Другие книги
- A Rose for Winter, путевая проза (1955)
- I can’t stay long, журналистские очерки (1975)
- Two Women, повесть (1983)

## Публикации на русском языке
- «С Рози за стаканом сидра» — отрывок в журнале «Англия» (англ.), № 49, январь 1974 года, стр. 22-34.
- Сидр и Рози. М.: ДЕАН, 2002
- Однажды утром. М.: ДЕАН, 2002

## Признание
Роман «Сидр и Рози» стал одной из самых популярных книг в Англии, выходил иллюстрированными и комментированными изданиями, включён в чтение школьников Великобритании и США, стал основой телесериала (1998); как образец жанра он упоминается в книгах С. Фрая «Лжец», С. Таунсенд «Адриан Моул: годы капуччино» и других. Роман «Как я вышел однажды…» номинировался на Букеровскую премию. Стихи Ли входят в антологии, к ним обращались английские и американские композиторы (С. Барбер и другие). Ли был удостоен нескольких литературных наград (Атлантическая премия, 1944; Поэтическая премия Уильяма Фойла, 1956, и других), он — кавалер ордена Британской Империи (1952).